# کالین گیبسون (بازیکن فوتبال، زاده۱۹۲۳)
کالین گیبسون (انگلیسی: Colin Gibson; ۱۶ سپتامبر ۱۹۲۳ – ۲۷ مارس ۱۹۹۲) بازیکن فوتبال اهل بریتانیا بود.
از باشگاه‌هایی که در آن بازی کرده‌است می‌توان به باشگاه فوتبال لینکولن سیتی، باشگاه فوتبال نیوکاسل یونایتد، باشگاه فوتبال استون ویلا، و باشگاه فوتبال کاردیف سیتی اشاره کرد.